# Nacaduba eliana
Nacaduba eliana är en fjärilsart som beskrevs av Hans Fruhstorfer 1916. Nacaduba eliana ingår i släktet Nacaduba och familjen juvelvingar. Inga underarter finns listade i Catalogue of Life.